# European Rugby Champions–Challenge Cup play-offs de 2015-2016
El European Rugby Champions–Challenge Cup play-offs de 2015-2016 fou la segona edició d'aquest sistema de classificació per a la Copa d'Europa de rugbi a 15.

## Format i desenvolupament
Seguint el format utilitzat la temporada 2014-15 de dos equips, la EPCR va decidir implementar un format de 4 equips. Tanmateix, el 24 de setembre de 2014, fou anunciat que en comptes d'això seria un format de play-off de tres equips, amb el tres equips més ben classificats però sense plaça per la Copa d'Europa de rugbi a 15 de 2015-2016.
Tenint en compte que el Top 14 era la competició que més s'allargava en el calendari, el format es va confeccionar de la següent manera:
- El 7è equipclassificat a la Aviva Premiership va jugar un partit sol contra el 8è equip classificat (o equip millor classificat no qualificat) en el Pro12. L'avantatge de jugar a casa en el partit fou decidit per sorteig. El reglament preveia que en el cas que el guanyador de la European Rugby Challenge Cup de 2014-2015 fos anglès i no classificat, seria aquest equip i no el seté classificat qui jugaria el play-off.[2] De fet, això va succeir, ja que Gloucester, nové classificat va jugar el play-off com a campió de la European Rugby Challenge Cup de 2014-2015.
- El guanyador d'aquell partit, guanyava el dret de jugar com a local a la final del play-off contra el 7è equip classificat al Top 14.. El guanyador es classificava per la Copa d'Europa de rugbi a 15 de 2015-2016.

Connacht fou setè al Pro12 amb 50 punts, frec a frec amb Edimburg qui va tenir 48 punts. Connacht va perdre el sorteig de camp i va haver de jugar-se el pas a la final a Gloucester, al Kingsholm Estadi el diumenge 24 de maig de 2015. La victòria va caure de cantó anglès, i la final del play-off s'havia de jugar a Gloucester, però en aquella data hi havia previst un concert del grup de ska Madness, que va fer traslladar el partit a Worcester, al Sixways Stadium El partit, seria molt disputat i decidit per un sol punt de diferència, que va permetre a Bordeaux Bègles classificar-se per la següent ronda.

## Equips
| Lliga             | Equip           | Entrenador      | Estadi               |
| ----------------- | --------------- | --------------- | -------------------- |
| Aviva Premiership | Gloucester      | David Humphreys | Kingsholm Estadi     |
| Guinness Pro12    | Connacht        | Pat Lam         | Galway Sportsgrounds |
| TOP 14            | Bordeaux Bègles | Raphaël Ibañez  | Stade André Moga     |

## Partits

### Partit 1
| Gloucester | 40-32              | Connacht | 23 de maig de 2015 15:30 (GMT) - Kingsholm Stadium, Gloucester Àrbitre: Romain Poite (FFR) |
|            | [Fitxa del partit] |          | 23 de maig de 2015 15:30 (GMT) - Kingsholm Stadium, Gloucester Àrbitre: Romain Poite (FFR) |

| FB              | 15 | Charlie Sharples      | 64'        |     |     |
| RW              | 14 | Jonny May             |            |     |     |
| OC              | 13 | Bill Meakes           |            |     |     |
| IC              | 12 | Billy Twelvetrees (c) |            |     |     |
| LW              | 11 | Henry Purdy           | 50'        |     |     |
| FH              | 10 | James Hook            |            |     |     |
| SH              | 9  | Greig Laidlaw         |            |     |     |
| N8              | 8  | Ross Moriarty         | 71'        | 88' |     |
| OF              | 7  | Dan Thomas            | 33'        | 44' | 65' |
| BF              | 6  | Jacob Rowan           |            |     |     |
| RL              | 5  | Tom Palmer            |            |     |     |
| LL              | 4  | Tom Savage            |            |     |     |
| TP              | 3  | John Afoa             | 33' to 43' | 88' |     |
| HK              | 2  | Richard Hibbard       | 59'        |     |     |
| LP              | 1  | Nick Wood             | 65'        |     |     |
| Substitucions:  |    |                       |            |     |     |
| HK              | 16 | Darren Dawidiuk       | 59'        |     |     |
| PR              | 17 | Yann Thomas           | 65'        |     |     |
| PR              | 18 | Shaun Knight          | 33'        | 44' | 88' |
| LK              | 19 | Elliott Stooke        | 71'        |     |     |
| FL              | 20 | Lewis Ludlow          | 65'        | 88' |     |
| SH              | 21 | Dan Robson            | 64'        |     |     |
| FH              | 22 | Billy Burns           |            |     |     |
| FB              | 23 | Rob Cook              | 50'        |     |     |
| Entrenador:     |    |                       |            |     |     |
| David Humphreys |    |                       |            |     |     |

| FB             | 15 | Tiernan O'Halloran | 65'         |     |            |            |
| RW             | 14 | Fionn Carr         | 75'         |     |            |            |
| OC             | 13 | Robbie Henshaw     |             |     |            |            |
| IC             | 12 | Bundee Aki         |             |     |            |            |
| LW             | 11 | Matt Healy         |             |     |            |            |
| FH             | 10 | Jack Carty         |             |     |            |            |
| SH             | 9  | John Cooney        | 64'         |     |            |            |
| N8             | 8  | Eoin McKeon        | 71'         |     |            |            |
| OF             | 7  | Eoghan Masterson   | 55' to 65'  | 33' | 44'        |            |
| BF             | 6  | John Muldoon (c)   |             |     |            |            |
| RL             | 5  | Aly Muldowney      |             |     |            |            |
| LL             | 4  | George Naoupu      | 54'         |     |            |            |
| TP             | 3  | Rodney Ah You      | 54'         |     |            |            |
| HK             | 2  | Tom McCartney      | 70'         | 79' | 90'        |            |
| LP             | 1  | Denis Buckley      | 33' to 43'  |     |            |            |
| Substitucions: |    |                    |             |     |            |            |
| HK             | 16 | Dave Heffernan     | 94' to 100' | 70' | 79' to 90' | 79' to 90' |
| PR             | 17 | JP Cooney          | 33'         | 44' |            |            |
| PR             | 18 | Finlay Bealham     | 54'         |     |            |            |
| LK             | 19 | Andrew Browne      | 54'         |     |            |            |
| FL             | 20 | James Connolly     | 71'         |     |            |            |
| SH             | 21 | Ian Porter         | 64'         |     |            |            |
| FH             | 22 | Miah Nikora        | 75'         |     |            |            |
| CE             | 23 | Shane O'Leary      | 65'         |     |            |            |
| Entrenador:    |    |                    |             |     |            |            |
| Pat Lam        |    |                    |             |     |            |            |

### Partit 2
| Gloucester Anglaterra | 22−23 | França Bordeaux Bègles | 31 maig 2015 17:00 GMT - Sixways Stadium, Worcester Àrbitre: Leighton Hodges (WRU) |
|                       |       |                        | 31 maig 2015 17:00 GMT - Sixways Stadium, Worcester Àrbitre: Leighton Hodges (WRU) |

| FB              | 15 | Rob Cook              |            |     |     |
| RW              | 14 | Charlie Sharples      |            |     |     |
| OC              | 13 | Bill Meakes           | 66'        |     |     |
| IC              | 12 | Billy Twelvetrees (c) |            |     |     |
| LW              | 11 | Henry Purdy           |            |     |     |
| FH              | 10 | James Hook            |            |     |     |
| SH              | 9  | Greig Laidlaw         |            |     |     |
| N8              | 8  | Ross Moriarty         |            |     |     |
| OF              | 7  | Jacob Rowan           | 58'        |     |     |
| BF              | 6  | Sione Kalamafoni      | 45'        | 56' | 71' |
| RL              | 5  | Tom Palmer            |            |     |     |
| LL              | 4  | Tom Savage            |            |     |     |
| TP              | 3  | John Afoa             | 45' to 55' |     |     |
| HK              | 2  | Richard Hibbard       | 59'        |     |     |
| LP              | 1  | Nick Wood             | 58'        |     |     |
| Substitucions:  |    |                       |            |     |     |
| HK              | 16 | Darren Dawidiuk       | 59'        |     |     |
| PR              | 17 | Yann Thomas           | 58'        |     |     |
| PR              | 18 | Shaun Knight          | 45'        | 56' |     |
| LK              | 19 | Elliott Stooke        | 71'        |     |     |
| N8              | 20 | Dan Thomas            | 58'        |     |     |
| SH              | 21 | Callum Braley         |            |     |     |
| FH              | 22 | Billy Burns           |            |     |     |
| FB              | 23 | Steve McColl          | 66'        |     |     |
| Entrenador:     |    |                       |            |     |     |
| David Humphreys |    |                       |            |     |     |

| FB             | 15 | Lionel Beauxis           | 46'        |     |     |
| RW             | 14 | Metuisela Talebula       |            |     |     |
| OC             | 13 | Félix Le Bourhis         |            |     |     |
| IC             | 12 | Julien Rey               |            |     |     |
| LW             | 11 | Blair Connor             |            |     |     |
| FH             | 10 | Pierre Bernard           |            |     |     |
| SH             | 9  | Heini Adams              | 56'        |     |     |
| N8             | 8  | Peter Saili              |            |     |     |
| OF             | 7  | Hugh Chalmers            | 45'        | 56' |     |
| BF             | 6  | Louis-Benoît Madaule (c) | 56'        |     |     |
| RL             | 5  | Berend Botha             | 36'        |     |     |
| LL             | 4  | Jandré Marais            |            |     |     |
| TP             | 3  | Patrick Toetu            | 40'        |     |     |
| HK             | 2  | Ole Avei                 | 69'        |     |     |
| LP             | 1  | Jefferson Poirot         | 45' to 55' | 56' | 71' |
| Substitucions: |    |                          |            |     |     |
| HK             | 16 | Clément Maynadier        | 69'        |     |     |
| PR             | 17 | Jean-Baptiste Poux       | 45'        | 71' |     |
| PR             | 18 | Francisco Gómez Kodela   | 40'        |     |     |
| LK             | 19 | Adam Jaulhac             | 36'        |     |     |
| N8             | 20 | Matthew Clarkin          | 56'        |     |     |
| SH             | 21 | Yann Lesgourgues         | 56'        |     |     |
| CE             | 22 | Jayden Spence            |            |     |     |
| FB             | 23 | Baptiste Serin           | 46'        |     |     |
| Entrenador:    |    |                          |            |     |     |
| Raphaël Ibañez |    |                          |            |     |     |